# كوينتون دونبار
كوينتون دونبار (بالإنجليزية: Quinton Dunbar)‏ هو لاعب كرة قدم أمريكية أمريكي، ولد في 22 يوليو 1992 في ميامي في الولايات المتحدة.

## وصلات خارجية
- كوينتون دونبار على موقع مرجع كرة القدم المحترفة.كوم (الإنجليزية)